# Pterostichus humidulus
Pterostichus humidulus är en skalbaggsart som beskrevs av Van Dyke. Pterostichus humidulus ingår i släktet Pterostichus och familjen jordlöpare. Inga underarter finns listade i Catalogue of Life.